# SMARCB1
SMARCB1 (англ. SWI/SNF related, matrix associated, actin dependent regulator of chromatin, subfamily b, member 1) – білок, який кодується однойменним геном, розташованим у людей на короткому плечі 22-ї хромосоми. Довжина поліпептидного ланцюга білка становить 385 амінокислот, а молекулярна маса — 44 141.
| 10         |  | 20         |  | 30         |  | 40         |  | 50         |
| ---------- |  | ---------- |  | ---------- |  | ---------- |  | ---------- |
| MMMMALSKTF |  | GQKPVKFQLE |  | DDGEFYMIGS |  | EVGNYLRMFR |  | GSLYKRYPSL |
| WRRLATVEER |  | KKIVASSHGK |  | KTKPNTKDHG |  | YTTLATSVTL |  | LKASEVEEIL |
| DGNDEKYKAV |  | SISTEPPTYL |  | REQKAKRNSQ |  | WVPTLPNSSH |  | HLDAVPCSTT |
| INRNRMGRDK |  | KRTFPLCFDD |  | HDPAVIHENA |  | SQPEVLVPIR |  | LDMEIDGQKL |
| RDAFTWNMNE |  | KLMTPEMFSE |  | ILCDDLDLNP |  | LTFVPAIASA |  | IRQQIESYPT |
| DSILEDQSDQ |  | RVIIKLNIHV |  | GNISLVDQFE |  | WDMSEKENSP |  | EKFALKLCSE |
| LGLGGEFVTT |  | IAYSIRGQLS |  | WHQKTYAFSE |  | NPLPTVEIAI |  | RNTGDADQWC |
| PLLETLTDAE |  | MEKKIRDQDR |  | NTRRMRRLAN |  | TAPAW      |  |            |

A: Аланін

C: Цистеїн

D: Аспарагінова кислота

E: Глутамінова кислота

F: Фенілаланін

G: Гліцин

H: Гістидин

I: Ізолейцин

K: Лізин

L: Лейцин

M: Метіонін

N: Аспарагін

P: Пролін

Q: Глутамін

R: Аргінін

S: Серин

T: Треонін

V: Валін

W: Триптофан

Кодований геном білок за функціями належить до активаторів, регуляторів хроматину, фосфопротеїнів. 
Задіяний у таких біологічних процесах, як взаємодія хазяїн-вірус, транскрипція, регуляція транскрипції, клітинний цикл, нейрогенез, альтернативний сплайсинг. 
Білок має сайт для зв'язування з ДНК. 
Локалізований у ядрі.